# Martin Mutschmann

Martin Mutschmann

Martin Mutschmann (* 9. März 1879 in Hirschberg; † 14. Februar 1947 in Moskau) war ein deutscher Unternehmer und nationalsozialistischer Politiker. Von 1925 bis 1945 war er NSDAP-Gauleiter, ab 1930 Mitglied des Reichstags, ab 1933 Reichsstatthalter und ab 1935 zusätzlich Ministerpräsident von Sachsen.

## Familie
Mutschmann kam als Sohn des Schuhmachermeisters August Louis Mutschmann und dessen Frau Sophie Karoline Henriette, geborene Lieber, in Hirschberg zur Welt. Beide entstammten proletarisch-kleinbürgerlichen Verhältnissen.
1909 heiratete Martin Mutschmann Minna Auguste Popp, die Tochter eines Ziegelei- und Gutsbesitzers. Die Ehe blieb kinderlos. Minna trat 1927 der NSDAP bei und war von 1934 bis 1945 Landesleiterin des Deutschen Roten Kreuzes. Am 16. Juni 1950 wurde sie zu 20 Jahren Zuchthaus verurteilt. Nach ihrer vorzeitigen Entlassung im Dezember 1955 reiste die 71-jährige 1957 in die Bundesrepublik aus und starb 1971 in Jülich.

## Biographie

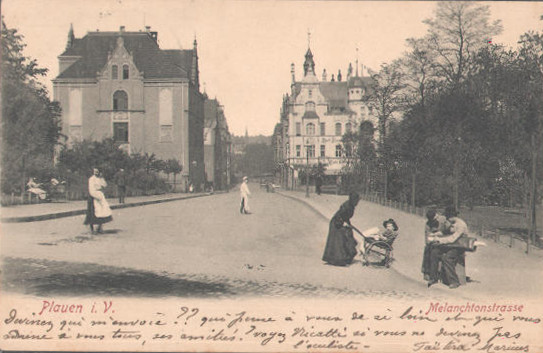
Die Plauener Handelsschule (links) in der Melanchtonstraße um 1905

### Ausbildung und Beruf bis Kriegsende
Das mangelnde Arbeitsplatzangebot in Hirschberg zwang die Familie, in die Textil- und Spitzenmetropole Plauen zu ziehen. Dort besuchte Mutschmann ab 1885 die evangelisch-lutherische Bürgerschule, von 1894 bis 1896 die Plauener Handelsschule und begann zugleich eine Ausbildung zum Stickermeister. Vom Lagerchef und Abteilungsleiter stieg Mutschmann bald zum Geschäftsführer eines mittelständischen Unternehmens auf. Seinen Militärdienst absolvierte er von 1901 bis 1903 beim 3. Unter-Elsässischen Infanterie-Regiment Nr. 138 in Straßburg. 1907 gründete Mutschmann zusammen mit Karl Eisentraut die gleichnamige Plauener Spitzenfabrik. In den Folgejahren beteiligte er sich an weiteren Unternehmen mit bis zu 500 Beschäftigten. 1912/13 erlitt die Plauener Spitzenbranche einen weltweiten Absatzeinbruch, unter anderem wegen der Balkankriege und der hohen Zollschranken in den Vereinigten Staaten.
Mutschmann fand in den aus Osteuropa stammenden Juden („Ostjuden“) schnell seinen Sündenbock. Als Mitglied der Ortsgruppe der antisemitischen Deutschsozialen Partei verunglimpfte er diese als „jüdische Ramscher“. Als Oberbürgermeister Julius Dehne nicht seinen Forderungen entsprach, entlud sich die Wut der Antisemiten am 2. und 3. August 1914 im sog. Ramscherkrieg. So verübte eine aufgehetzte Volksmenge in Plauen Gewalt und verschüchterte jüdische Geschäftsinhaber. Mutschmann galt als ein Inspirator der Judenpogrome in der Plauener Forststraße, wo eine Reihe jüdischer Geschäftsleute wohnte. Es kam zu keiner Anklage.
Mutschmann wurde am 4. August 1914 zum Militärdienst einberufen. Sein Infanterie-Regiment blieb bis Kriegsende an der Ostfront stationiert, Mutschmann muss es aber verlassen haben, da er im April 1916 an der Westfront vor Verdun verwundet wurde. Im Dezember 1916 konnte er, als kriegsuntauglich eingestuft, nach Plauen zurückkehren. Berichten zufolge habe Mutschmann zusammen mit seiner Frau die Einziehung seines Geschäftspartners Eisentraut ins Militär betrieben. Eisentraut wurde in der Tat gegen Kriegsende eingezogen und fiel. Damit stieg Mutschmann zum alleinigen Geschäftsführer der Firma auf.

### Weimarer Republik
Mutschmann trat 1919 dem antisemitischen Deutschvölkischen Schutz- und Trutzbund und 1922 der NSDAP bei (Mitgliedsnummer 5.346). In den Nachkriegswirren verschmolz Mutschmanns Antisemitismus mit dem des Anti-Marxismus. Die Übergriffe des Rätekommunisten Max Hoelz im Vogtland brachten Mutschmann zur Überzeugung, dass der Marxismus sowie das Judentum den „Niedergang Deutschlands“ bedeuten würden. Der Sieg der roten Arbeiterbewegung in Sachsen und die ökonomischen Probleme im Nachkriegsdeutschland förderten Mutschmanns politische Radikalisierung.
In der in Sachsen 1921 gegründeten NSDAP machte Mutschmann rasch Karriere. Profitieren konnte er dabei von seinen unternehmerischen Vernetzungen. Dabei drängte er den ersten Vorsitzenden der sächsischen NSDAP Fritz Tittmann aus der Führung und anschließend ganz aus Sachsen. Karrierefördernd wirkten sich Mutschmanns frühe Verbindungen zu Adolf Hitler aus, den er 1924 in der Haft in Landsberg besuchte und finanziell förderte. Während des Verbotes der NSDAP gründete Mutschmann in Sachsen den Völkischsozialen Block. Nach der erneuten Gründung der NSDAP trat Mutschmann ihr zum 2. Juni 1925 bei (Mitgliedsnummer 35), wurde von Hitler im selben Monat zum Gauleiter für Sachsen ernannt und überführte den Block in die Partei. Wahlkämpfe finanzierte er vermutlich mit den Erlösen seiner Firma. Der Gau Sachsen wurde nach der Mitgliederzahl einer der größten der NSDAP. Im Sommer 1930 gründete Mutschmann die Tageszeitung Der Freiheitskampf. 1930 ging Mutschmanns Firma aufgrund der Weltwirtschaftskrise in Konkurs.
Bei der Reichstagswahl 1930 wurde Mutschmann Reichstagsabgeordneter für den Wahlkreis 30 Chemnitz-Zwickau. In der dortigen NSDAP-Fraktion übernahm er das Sachgebiet Handel und Industrie und gehörte dem Reichstagsausschuss für Handelspolitik an. Mutschmann war befreundet mit Gregor Strasser. Im Juli 1932 ernannte Strasser Mutschmann zum Landesinspekteur der neu geschaffenen NSDAP-Reichsinspektion. Innerhalb der sächsischen NSDAP war Manfred von Killinger Mutschmanns schärfster Rivale.

### Zeit des Nationalsozialismus

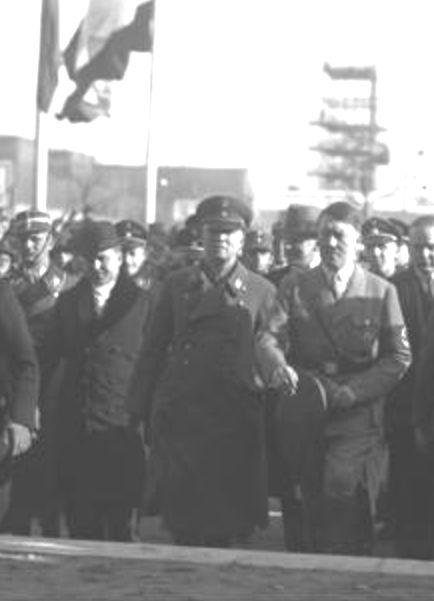
Martin Mutschmann mit Adolf Hitler auf der Leipziger Frühjahrsmesse 1934

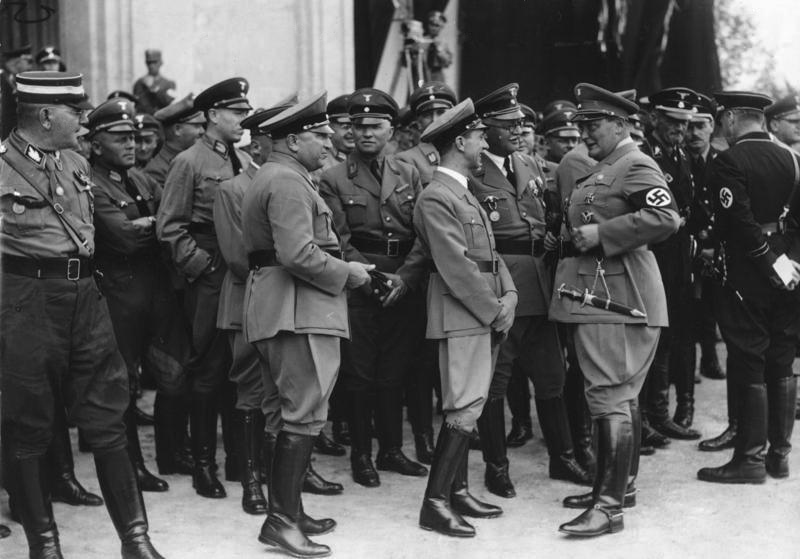
Mutschmann links neben Goebbels

#### Persönliche Machtergreifung (1933–1935)
Nach der Machtergreifung im Januar 1933 bezichtigte Mutschmann seinen Förderer Strasser öffentlich als Juden. Mutschmann hatte Hitler gegenüber die „Strasser-Verschwörung“ aufgedeckt und stärkte Adolf Hitlers Vertrauen in seine Person. Im Zuge des Umbaus der Reichspartei verlor Mutschmann den Titel des Landesinspekteurs von Sachsen und Thüringen, gewann aber am 5. Mai 1933 das Amt des Reichsstatthalters von Sachsen. So konkurrierte er mit dem aus dem Freikorps stammenden SA-Führer und nun sächsischen Ministerpräsidenten Manfred von Killinger um die Führungspositionen innerhalb Sachsens. Erst der „Röhm-Putsch“ im Sommer 1934 entschied den Zwist zu seinen Gunsten. Killinger wurde zunächst in ein Konzentrationslager gesperrt und später in den Auswärtigen Dienst abgeschoben.
Anfang 1935 ernannte Hitler Mutschmann zum Ministerpräsidenten, so dass die Positionen des Partei-Gauleiters, des Reichsstatthalters und des Ministerpräsidenten in einer Person zusammenfielen. Darüber hinaus sicherte sich Mutschmann, seit 1933 Ehrenführer der SA bei der SA-Standarte 100, mit Übernahme der Funktion eines SA-Obergruppenführers die Loyalität von Killingers ehemaliger Parteiarmee.

#### Politisches Programm
Als Reichsstatthalter förderte Mutschmann die Deutsche Arbeitsfront (DAF) nachhaltig. Als der DAF Ende 1933 die von den Gewerkschaften geraubten Geldsummen langsam ausgingen, entwickelte sie Modelle zur weiteren Bereicherung. Sie zielten auf eine karteimäßige Erfassung aller Arbeiter, um die Unternehmer zu veranlassen, den DAF-Beitrag zusammen mit den Steuern vom Lohn vorweg abzuziehen sowie von allen im Betrieb Beschäftigten eine DAF-Mitgliedschaft zu verlangen. Mutschmann war der Initiator für diesen direkten Abzug der DAF-Beiträge vom Lohn.
Mutschmann verfocht die nationalsozialistische Ideologie besonders gegen Demokraten und Juden. So veranlasste er 1933 die Verhaftung von Hermann Liebmann, SPD-Vorsitzender von Leipzig, der an den Folgen der Haft 1935 verstarb. Zusammen mit Julius Streicher hetzte Mutschmann für „judenreine“ Dresdener Wohnbezirke. Im Dresdener Landtagsgebäude jagte Mutschmann mit SS-Helfern insbesondere abtrünnige Parteigenossen der NSDAP. Andere Opfer waren der SPD-Fraktionsvorsitzende Karl Böchel und ein jüdischer Parlamentsjournalist, der nur knapp überlebte. Mutschmann befeuerte das mörderische Treiben der Wachen des KZ Hohnstein. Nachdem sie deshalb vor dem Landgericht angeklagt wurden, erreichte er durch Vortrag bei Adolf Hitler deren vorzeitige Entlassung.
Sein uncharismatisches, mitunter jähzorniges Auftreten sowie seine sächsische Mundart bildeten eine Grundlage für Spötteleien und Karikaturdarstellungen, gegen die er sich vehement wehrte. Mutschmann galt als selbstherrlich und egozentrisch. Er wurde vom Volk als König Mu(h) bezeichnet. Auf sein Betreiben hin galt aber paradoxerweise Sächsisch als unheldisch.
Mutschmann war Jäger und der Gaujägermeister. Im Tharandter Wald ließ er im Jagdschloss Grillenburg 1936 den Sächsischen Jägerhof einrichten. Von 1938 bis 1939 wurde das Neue Jägerhaus als auch privat genutztes Gästehaus gebaut und neben seinem Dresdner Wohnsitz in der Comeniusstraße 32 ebenfalls als „Mutschmann-Villa“ betitelt.

#### Zweiter Weltkrieg
Zu dessen Beginn wurde Mutschmann ferner Reichsverteidigungskommissar und verantwortlich für die Umstellung auf kriegswichtige Produktion sowie den Mord an psychisch Kranken in der NS-Tötungsanstalt Sonnenstein. Während des Krieges vernachlässigte er den Bau von Luftschutzbunkern, ließ sich allerdings 1943 an seinem Dresdner Wohnsitz einen eigenen Bunker errichten. Nach den Luftangriffen vom 13. und 14. Februar 1945 war Mutschmann Reichsstatthalter und Gauleiter in Personalunion. Unterstützung erhielt er von Generalfeldmarschall Ferdinand Schörner, dessen Heeresgruppe Mitte auf dem Gebiet Sachsens und Böhmens aufmarschiert war.
Im April 1945 erklärte er Dresden zur Festung und rief zur Fortsetzung des Kampfes „bis zum Letzten“ auf. Alle Verstöße dagegen bestrafte Mutschmann als Landesverrat mit dem Tod. Nachgewiesen sind in Sachsen Dutzende derartiger Todesurteile. Ende April 1945 befahl Mutschmann seinem Stellvertreter und Militärberater Werner Vogelsang die Aufstellung sogenannter Werwolf-Gruppen zur Fortsetzung des Kampfes aus dem Untergrund. Vogelsang lehnte dies als aussichtslos ab.

### Flucht und Verurteilung
Mutschmann ging unbeirrt den Weg in den eigenen Untergang. Am 1. Mai 1945 predigte er in Meißen Kampfbereitschaft. Unmittelbar vor Kriegsende rief er im Freiheitskampf dazu auf, nicht eher zu ruhen, bis der „verhasste und mitleidlose Feind vernichtet oder vertrieben worden“ sei. Am 8. Mai floh er mit seinem Vertrauten Werner Schmiedel vor der Roten Armee aus der Stadt und versuchte die Truppen unter General Werner von Gilsa zu erreichen, die auf dem Erzgebirgskamm eine letzte Verteidigungsstellung hielten. Im Chaos zwischen vorstoßender Roter Armee, fliehenden Zivilisten und überrannten Wehrmachtseinheiten gelangten Mutschmann und Schmiedel in einem PKW über Pirna und das Müglitztal nur bis nach Glashütte. Von sowjetischen Truppen überrascht flüchteten sie von dort zu Fuß nach Grillenburg, welches sie am 10. Mai erreichten. Dort angekommen versteckten sie sich drei Tage in einer Jagdhütte außerhalb des Ortes.
Kurz darauf folgte Mutschmann der Gauregierung und seiner Frau in das 90 Kilometer entfernte Oberwiesenthal. Am 15. Mai erreichte der 66-jährige den Ort angeblich zu Fuß. Der Fußmarsch wurde laut Historiker Mike Schmeitzner vorgeschützt, um Helfer zu decken. Aus Mutschmanns Umfeld fanden dort den Tod: sein persönlicher Referent Eugen Schramm und die Stenotypistin der Gauregierung, Martin Hammitzsch wurde mit Kopfschuss tot aufgefunden. Zu ihm gesellte sich der aus Köln geflohene Gauleiter Josef Grohé. Mit ihm und seiner Frau setzte er die Flucht fort. Am nächsten Tag zogen sie in das 5 Kilometer entfernte Tellerhäuser weiter und kamen dort in einem abgelegenen Haus unter.
Am Abend des 16. Mai 1945 erhielt der Oberwiesenthaler Bürgermeister Hermann Klopfer (SPD), erst kurz im Amt, einen Anruf aus der nahen Siedlung Tellerhäuser: Im Haus eines Kohlenhändlers halte sich Mutschmann nach mehrtägiger Flucht versteckt. Polizisten und Freiwillige umstellten das Haus. Mutschmann wurde mit weiteren NS-Funktionären festgenommen. Tags darauf stand er in Annaberg auf dem Marktplatz am Pranger, der KPD-Bürgermeister Max Schmitt begleitete das mit einer Rede, die seine Verhaftung feierte. Über Chemnitz wurde er nach Moskau in das Gefängnis Lubjanka verbracht. Am 30. Januar 1947 verurteilte ihn das Militärgericht zum Tod durch Erschießung, die am 14. Februar 1947 vollzogen wurde.

## Sekundärliteratur
- Mike Schmeitzner: Martin Mutschmann und Manfred von Killinger. Die „Führer der Provinz“. In: Christine Pieper, Mike Schmeitzner, Gerhard Naser (Hrsg.): Braune Karrieren. Dresdner Täter und Akteure im Nationalsozialismus. Sandstein-Verlag, Dresden 2012, S. 22–31, ISBN 978-3-942422-85-7.
- Mike Schmeitzner: Der Fall Mutschmann. Sachsens Gauleiter vor Stalins Tribunal. Sax-Verlag, Beucha u. a. 2011, ISBN 978-3-86729-090-6.
- Mike Schmeitzner, Andreas Wagner (Hrsg.): Von Macht und Ohnmacht. Sächsische Ministerpräsidenten im Zeitalter der Extreme 1919–1952. Sax-Verlag, Beucha 2006, ISBN 3-934544-75-4.
- Andreas Wagner: Mutschmann gegen von Killinger. Konfliktlinien zwischen Gauleiter und SA-Führer während des Aufstiegs der NSDAP und der „Machtergreifung“ im Freistaat Sachsen. Sax-Verlag, Beucha 2001, ISBN 3-934544-09-6.
- Agatha Kobuch: Mutschmann, Martin. In: Neue Deutsche Biographie (NDB). Band 18, Duncker & Humblot, Berlin 1997, ISBN 3-428-00199-0, S. 659 f. (Digitalisat).

## Film und Ton
- Gnadenlos mächtig – Sachsens Gauleiter Martin Mutschmann. Dokumentation, Deutschland 2002, 30 Minuten, Buch und Regie: Ernst-Michael Brandt, Produktion: MDR, Erstsendung: 28. Oktober 2007, Inhaltsangabe (Memento vom 1. Januar 2004 im Internet Archive) des MDR.
- Martin Mutschmann. Reportage in der Sendereihe: Geschichte Mitteldeutschlands, Deutschland, 2007, Produktion: MDR, Inhaltsangabe des MDR.
- König Mu – der Diktator von Dresden. Gespräch Peter Neumanns mit Mike Schmeitzner über Aufstieg und Fall des Martin Mutschmann. Deutschland, 2012, 55 Minuten, Produktion: MDR 1 Radio Sachsen, Ausstrahlung: 15. Februar 2012, Inhaltsangabe des MDR. König Mu - der Diktator von Dresden (Memento vom 11. Februar 2013 im Webarchiv archive.today).